# Brachycorythis wightii
Brachycorythis wightii är en orkidéart som beskrevs av Victor Samuel Summerhayes. Brachycorythis wightii ingår i släktet Brachycorythis och familjen orkidéer. Inga underarter finns listade i Catalogue of Life.